# Руднево (Рязанская область)
Руднево — село в Пронском районе Рязанской области, входит в состав Орловского сельского поселения.

## География
Село расположено в 10 км на север от центра поселения посёлка Орловский и в 10 км на запад от райцентра рабочего посёлка Пронск.

## История
Руднево в качестве села упоминается в писцовых книгах 1628-29 годов, в котором стояла на «помещиковой земле церковь Ильи пророка». По окладным книгам 1676 года церковь в селе Руднево именуется также Ильинскою, при ней показаны в притче дворы попа, дьячка, пономаря и просфорницы, и кроме пахотной земли, сенных покосов на 20 копен. С построением в 1811 году помещиком Иваном Яковлевичем Любавским каменной церкви в честь иконы Божией Матери Иерусалимской с приделом Ильинским, Ильинская церковь обращена была в кладбищенскую, в которой богослужение совершается временно причтом новопостроенной церкви.  
В XIX — начале XX века село входило в состав Березовской волости Пронского уезда Рязанской губернии. В 1906 году в селе было 42 двора. 
С 1929 года село являлось центром Рудневского сельсовета Пронского района Рязанского округа Московской области, с 1937 года — в составе Рязанской области, с 1957 года — в составе Берёзовского сельсовета, с 2005 года — в составе Орловского сельского поселения.

### Усадьба Руднево
В последней четверти XVIII здесь значились две усадьбы. Одна принадлежала поручику Я.П. Любавскому (1718-1787), женатому на С.Ф. Страховой. После их сыну уездному предводителю дворянства титулярному советнику И.Я. Любавскому (г/р 1758) с женою А.И. Любавской. Затем сыну последних уездному предводителю дворянства коллежскому асессору И.И. Любавскому и его наследникам. Второй усадьбой владел поручик Д.М. Небольсин (ум. до 1762), женатый на А.Л. Савиновой, затем их сын прапорщик Н.Д. Небольсин (г/р 1748), женатый на А.Ф. Потуловой. Далее их сын Д.Н. Небольсин (1783-1828) с женой Н.К. Небольсиной (1831-1890) В начале 20 века имение переходит М.И. Васильеву. Парк из смешанных пород деревьев с прудами.

## Население
| 1859 | 1906 | 2010 |
| ---- | ---- | ---- |
| 439  | ↘354 | ↘41  |

## Достопримечательности
Близ села находится недействующая Церковь Иерусалимской иконы Божией Матери (1811).